# 约翰·坎贝尔 (美军上将)
约翰·弗朗西斯·坎贝尔（英語：John Francis Campbell，1957年4月11日—），美国陆军上将退役，1979年从西点毕业，获得军官委任，曾为驻阿富汗国际维和部队司令，兼驻阿美军司令，兼坚定支持任务司令，于2014年8月26日上任，接替出任美国海军陆战队司令的约瑟夫·邓福德陆战队上将。坎贝尔上将此前担任陆军第一副参谋长。他於2016年退休。

## 早年生活
坎贝尔与1957年在缅因州出生，他的父亲是一名空军士官，最高军衔至E-9，因此坎贝尔在世界各地的空军基地里度过的童年和青少年。1971年，坎贝尔在加利福尼亚州费尔菲尔德成为美国最大的青少年组织美国童军（Boy Scouts of America，BSA）中最高级别鹰级童军。1975年，坎贝尔从费尔菲尔德高中毕业，参加了初级预备役军官训练计划。1979年，坎贝尔从西点毕业，获得军官委任，少尉军衔，担任步兵排长。

## 军旅生涯
- 坎贝尔从1979年西点毕业，被委任为少尉，前往德国威斯巴登，在第28步兵团3营 担任步枪排排长、反坦克排排长在步兵工作，之后升任连主任参谋。
- 完成步兵军官高级课程和特种部队选拔训练课程后，被派驻布拉格堡，在第5特种大队1营，担任营副、阿尔法作战分队队长。随后被派往第82空降师505空降步兵团3营B连，担任连长，后任师作战处航空参谋。
- 后他进入学校，在加利福尼亚大学戴维斯分校当军事学助教和教授。随后在指挥参谋学院深造。
- 后回到布拉格堡，在第82空降师作战处担任训练参谋，之后在325步兵团后改编为2旅担任作战参谋，并担任第18空降军司令副官，期间随军前往海地参加国际维和行动。
- 被派往夏威夷斯科菲尔德兵营，在第25步兵师5团2营担任营长，之后进入陆军战争学院深造，毕业后分配至联合参谋部任职。
- 前往陆军参谋部，担任第35任陆军参谋长彼特·斯库麦克尔上将侍从参谋
- 2005年，坎贝尔晋升准将，派往德克萨斯胡德堡，担任第1骑兵师机动副师长，并参加伊拉克战争，担任重组后多国师副师长。
- 之后在联合参谋部担任作战副总监(J33)。
- 2009年，晋升少将的坎贝尔开始担任第101空降师师长，并从2010年6月至2011年5月率军前往阿富汗，领导101联合特遣队和东部战区。
- 2011年8月，坎贝尔卸任师长，并晋升中将，担任陆军作战计划和训练副参谋长（G-3/5/7）。
- 2013年3月，坎贝尔晋升上将，担任陆军第一副参谋长。
- 2014年8月，续任上将，出任驻阿富汗国际维和部队司令

## 退休後
2016年7月土耳其發生政變，迅即被土耳其政府平定。2016年7月25日，土耳其保守派報章《新曙光報》聲稱約翰·坎貝爾曾經秘密前往土耳其並向支持政變的軍方人士發放數以十億計美元的資金，美國參謀長聯席會議主席约瑟夫·邓福德隨即指責該報道是荒謬，美國陸軍也發表聲明表示該等指控完全失實。

## 晋衔表
| 标志 | 军衔 | 日期          |
| ---- | ---- | ------------- |
|      | 上将 | 2013年3月8日  |
|      | 中将 | 2011年9月6日  |
|      | 少将 | 2008年11月7日 |
|      | 将   | 2005年10月1日 |
|      | 上校 | 2000年6月1日  |
|      | 中校 | 1995年4月1日  |
|      | 少校 | 1990年10月1日 |
|      | 上尉 | 1983年6月1日  |
|      | 中尉 | 1981年2月21日 |
|      | 少尉 | 1979年6月6日  |

## 功奖
|  | 战斗步兵技能章   |
|  | 步兵能手技能章   |
|  | 战斗行动技能章   |
|  | 大师级伞兵技能章 |
|  | 开拓者技能章     |
|  | 特种部队标签     |
|  | 游击兵标签       |
|  | 参联会军徽       |
|  | 陆军参谋部军徽   |
|  | 101空降师军徽    |
|  | 504步兵团军徽    |
|  | 洪都拉斯伞兵徽章 |